# 1941 aux échecs
| Années des échecs : 1938 - 1939 - 1940 - 1941 - 1942 - 1943 - 1944    |
| Décennies des échecs : 1910 - 1920 - 1930 - 1940 - 1950 - 1960 - 1970 |

Cet article présente les faits marquants de l'année 1941 aux échecs.

## Championnats nationaux
- Argentine : Héctor Rossetto remporte le championnat[1],[2]. Chez les femmes, c’est Dora Trepat de Navarro qui s’impose.
- Autriche nazie : Pas de championnat national pour cause d’Anschluss[3], ni de tournoi féminin[4].
- Belgique : Paul Devos remporte le championnat[5]. Chez les femmes, c’est Elisabeth Cuypers qui s’impose[6].

- Brésil : Adhemar da Silva Rocha remporte le championnat[7].
- Canada : Daniel Yanofsky remporte le championnat[8].
- Écosse : Pas de championnat pour cause de Seconde Guerre mondiale.
- États-Unis : Sammy Reshevsky remporte le championnat[Note 1],[9],[10]. Chez les femmes, MonaMay Karff s’impose[11].
- État français : Robert Crépeaux remporte le championnat [12]. Long s’impose chez les femmes[13].

- Pays-Bas : Pas de championnat pour cause de Seconde Guerre mondiale.
- Pologne[Note 2] : Pas de championnat[14].
- Royaume-Uni : Pas de championnat[15].

- Suisse : Fritz Gygli remporte le championnat [16].
- RSS d'Ukraine :Pas de championnat[17],[18], dans le cadre de l’U.R.S.S.. Chez les femmes, pas de championnat[19].
- Royaume de Yougoslavie : Pas de championnat[20],[21].

## Naissances
- Nona Gaprindachvili, championne du monde
- Tõnu Õim, champion du monde par correspondance
- Victor Palciauskas, champion du monde par correspondance

## Nécrologie
- En 1941 : Jakub Kolski (en), Konstantin Vygodchikov (en), Leon Kremer (en), Izaak Towbin (en), Aron Zabłudowski (en), Izaak Appel (en)
- 11 janvier : Emanuel Lasker, champion du monde de 1895 à 1921
- 25 avril : Fricis Apšenieks
- 2 mai : Ignatz von Popiel (en)
- 12 juillet : Charles Jaffe
- 13 juillet : Ilmar Raud (en)
- 3 septembre : Alexandre Iline-Jenevski
- 27 septembre : Juan Corzo y Príncipe
- 2 octobre : Karel Treybal
- 16 octobre : Antanas Gustaitis
- 29 décembre : Vsevolod Rauzer, Boris Koyalovich (en)